# بديع الزمان سعيد النورسي
سعيد النورسي  المعروف بـ «بديع الزمان النورسي» (12 مارس 1876 - 23 آذار 1960)، وهو عالم مسلم كردي من عشيرة أسباريت أحد أبرز علماء الإصلاح الديني والاجتماعي في عصرهِ. ولد في قرية نورس في فترة "الخلافة العثمانية".
مرت حياة بديع الزمان سعيد النورسي بطورين أو كما كان يفضل أن يسميهما مرحلة «سعيد القديم» ومرحلة «سعيد الجديد» .

## سعيد القديم
سعيد القديم وتمتد هذه المرحلة من ولادتهِ ولغاية إقامتهِ الجبرية في بارلا سنة 1926م. ففي هذه المرحلة نلاحظ أن سعيد حاول خدمة الإسلام بالدخول في عالم السياسة وذلك عن طريق كتابة المقالات لرد شبهات حزب الاتحاد والترقي. أما السنين الثمانية الأخيرة من هذه المرحلة فهي تعتبر مرحلة انتقالية إلى مرحلة سعيد الجديد.

### النشأة
ولد سعيد النورسي في قرية نُوْرْس الواقعة شرقي الأناضول في تركيا عام (1294هـ – 1877م) من أبوين صالحين كرديين كانا مضرب المثل في التقوى والورع والصلاح ونشأ في بيئة كردية يخيم عليها الجهل والفقر كأكثر بلاد المسلمين في أواخر القرن التاسع عشر وبدايات القرن العشرين. وإلى قريته نورس ينسب. واسم والده ميرزا بن علي بن خضر بن ميرزا خالد بن ميرزا رشان من عشيرة أسباريت أما والدته فاسمها نورية بنت ملا طاهر من قرية «بالك» وهي من عشيرة خاكيف والعشيرتان من عشائر قبائل «الهكارية» في تركيا.

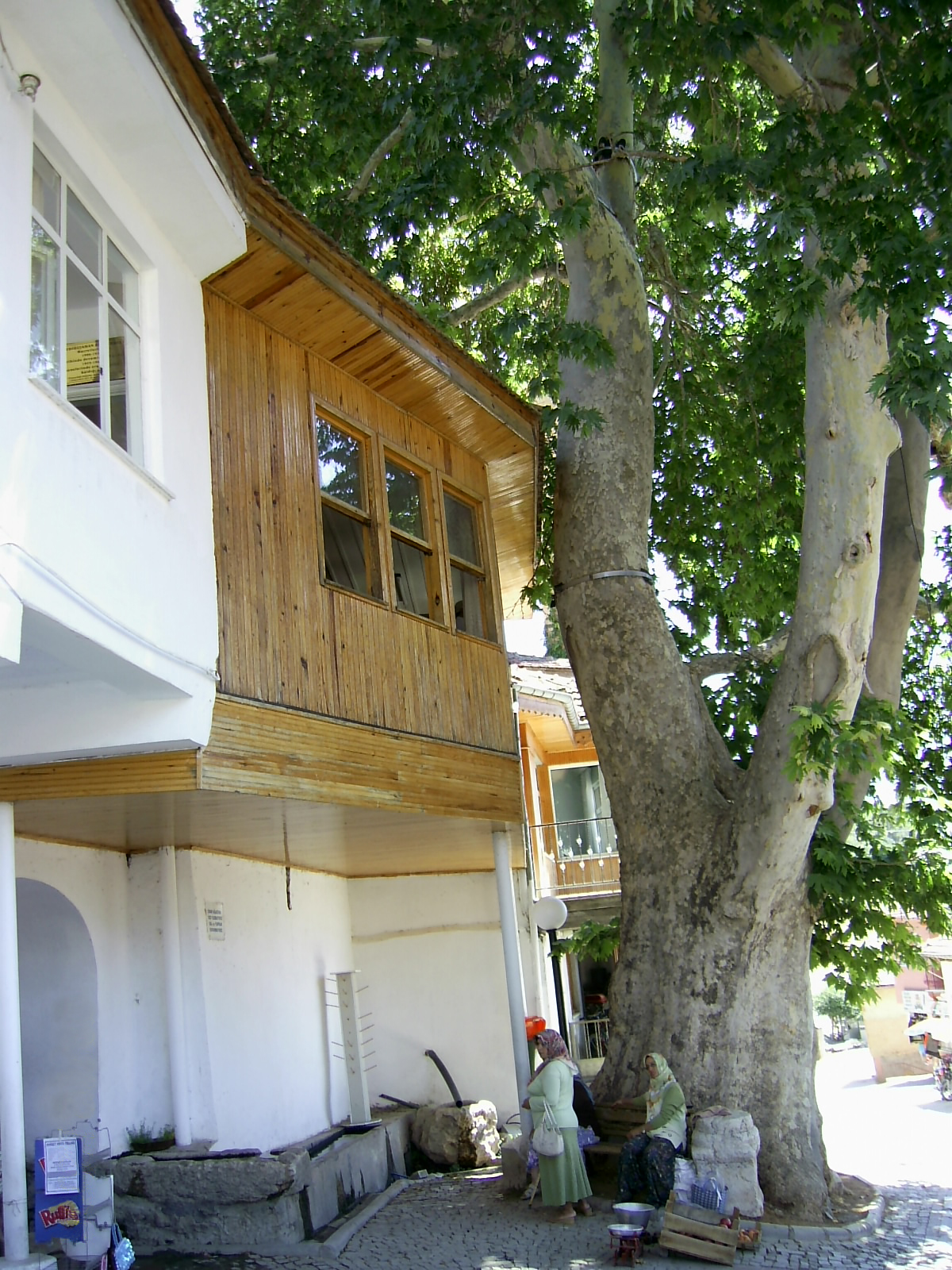
منزل "سعيد النورسي".

### طلب العلم
لم تكن حياة سعيد النورسي إلا ملحمة من الوقائع والأحداث التي وضع جميعها في خدمة القرآن العظيم وتفسير نصوصه وبيان مرامي آياته البينات ضمن رؤية تبلورت مع الزمن ومع أطوار رحلة العمر، وكانت غايتها النهائية بث اليقظة وإعادة الحياة والفعل للأمة الإسلامية بعد طول رقاد. وما برح سعيد أن التحق بمجموعة من الكتاتيب والمرافق التعليمية المبثوثة في تلك النواحي من حول قريته نورس. وكان يستوعب كل ما يقدم له من علم، وسرعان ما أضحى لا يجد ما يستجيب لنهمه التحصيلي في المراكز التي يقصدها. ومن هنا كانت إقامته في تلك المراكز ظرفية إذ كان يتوق إلى الاستزادة المعرفية الحقة. وظل يرتحل من مركز إلى مركز ومن عالم إلى آخر حتى حفظ ما يقرب من تسعين كتابًا من أمهات الكتب.

وتهيأ بعد ذلك وبفضل المحصول العلمي الجمّ الذي اكتسبه في طفولته المبكرة تلك أن يجلس إلى المناظرة ومناقشة العلماء وانعقدت له عدة مجالس تناظر فيها مع أبرز الشيوخ والعلماء في تلك المناطق وظهر عليهم جميعًا. وانتشرت شهرته في الآفاق. وفي سنة 1314 هـ الموافق عام 1897م ذهب إلى مدينة وان، وانكب فيها بعمق على دراسة كتب الرياضيات وعلم الفلك والكيمياء والفيزياء والجيولوجيا والفلسفة والتاريخ حتى تعمق فيها إلى درجة التأليف في بعضها فسمي ببديع الزمان اعترافًا من أهل العلم بذكائه الحاد وعلمه الغزير واطّلاعه الواسع. في هذه الأثناء نشر في الصحف المحلية أن وزير المستعمرات البريطاني غلادستون قد صرح في مجلس العموم البريطاني وهو يخاطب النواب قائلاً:
 زلزل هذا الخبر كيانه وأقض مضجعه فأعلن لمن حوله:
 فشد الرحال إلى استانبول عام 1325هـ الموافق عام 1907م وقدم مشروعًا إلى السلطان العثماني عبد الحميد الثاني لإنشاء جامعة إسلامية في شرقي الأناضول أطلق عليها اسم «مدرسة الزهراء» - على غرار جامع الأزهر - تنهض بمهمة نشر حقائق الإسلام وتدمج فيها الدراسة الدينية مع العلوم الكونية الحديثة على وفق مقولته:

### الترحال والجهاد
في سنة 1329 هـ الموافق 1911م سافر إلى دمشق والتقى برجالاتها وعلمائها وبسبب ما لمسوا فيه من علم ونجابة استمعوا إليه في الجامع الأموي الشهير بدمشق وهو يخطب في الآلاف من المصلين خطبة حفظها لنا الزمن واشتهرت في تراثه «بالخطبة الشامية». ولقد كانت تلك الخطبة برنامجًا سياسيًا واجتماعيًا متكاملاً للأمة الإسلامية.
باندلاع الحرب العالمية الأولى كان طبيعيًا أن يهب بديع الزمان في طليعة المجاهدين فشكل فرقاً فدائية من طلابه واستمات معهم في الدفاع عن حمى الوطن في جبهة القفقاس وجرح في المعارك مع الروس وأسر في عام 1334 هـ واقتيد شبه ميت إلى «قوصتورما» من مناطق سيبيريا في روسيا حيث قضى سنتين وأربعة أشهر، هيأ له الله أثناء الثورة البلشفية الانفلات فعاد إلى بلاده في 19 رمضان 1336هـ الموافق 8 يوليو 1918م واستقبل استقبالاً رائعا من قِبل الخليفة وشيخ الإسلام والقائد العام وطلبة العلوم الشرعية ومنح وسام الحرب. وكلَفته الدولة بتسلم بعض الوظائف، رفضها جميعًا إلا ما عينته له القيادة العسكرية من عضوية في «دار الحكمة الإسلامية» التي كانت لا توجه إلا لكبار العلماء فنشر في هذه الفترة أغلب مؤلفاته باللغة العربية منها: تفسيره القيم «إشارات الإعجاز في مظان الإيجاز» الذي ألفه في خضم المعارك و«المثنوي العربي النوري».

بعد دخول الغزاة إلى استانبول في 13 نوفمبر عام 1919م أحس سعيد النورسي أن طعنة كبيرة وجهت إلى العالم الإسلامي فكان حتماً أن يقف في طليعة من يتصدى للقهر والهزيمة فسارع إلى تحرير كتيب «الخطوات الست» حرك به همة مواطنيه ووضع تصوره لرفع المهانة وإزالة عوامل القنوط التي ألحقتها الهزيمة بالدولة العثمانية والمسلمين عامة. وفي هذه الفترة - أي منذ عام 1922م - وُضعت قوانين واتُخذت القرارات لقلع الإسلام من جذوره في تركيا وإخماد جذوة الإيمان في قلب الأمة التي رفعت راية الإسلام طيلة ستة قرون من الزمن. فأُلغيت السلطنة العثمانية في الأول من نوفمبر عام 1922م وأعقبه إلغاء الخلافة الإسلامية في 3 مارس عام 1924م. وقام الشيخ سعيد بيران البالوي النقشبندي (13 شباط 1925) بالثورة ضد السلطة آنذاك وطلب قائد الثورة من بديع الزمان استغلال نفوذه لإمداد الثورة إلا أنه رفض المشاركة وكتب رسالة إليه جاء فيها: 

ورغم ذلك لم ينجُ بديع الزمان من شرارة الفتن والاضطرابات فنفي مع الكثيرين إلى بوردو ووصل إليها في شتاء عام 1926م. ثم نفي وحده إلى ناحية نائية وهي بارلا جنوب غربي الأناضول. ويقول عن نفسه في هذه الفترة:
 وهكذا استمر النورسي على تأليف رسائل النور حتى عام 1950م، وهو ينقل من سجن إلى آخر ومن محكمة إلى أخرى وهكذا طوال ربع قرن من الزمن لم يتوقف خلاله من التأليف والتبليغ حتى أصبحت أكثر من 130 رسالة جمعت تحت عنوان كليات رسائل النور ولم يتيسر لها الطبع في المطابع إلا بعد عام 1954م. وكان النورسي يشرف بنفسه على الطبع حتى أكمل طبع الرسائل جميعها. وكانت تدور مواضيعها حول تفسير آيات القرآن بأسلوب علمي عصري وكان من أقواله:
 وهو من رواد التفسير العلمي للقرآن.

### الحرية عند بديع الزمان النورسي
عندما أُعلنت المشروطية الثانية في الدولة العثمانية في (23 تموز سنة 1908م) صرف جل همه إلى إلقاء الخطب، وكتابة المقالات مبينا فيها مفهوم الحرية في الإسلام وتأثير الإسلام في الحياة السياسية وطالبا بتحكيم الشريعة الغراء ومحذرا من التفسير الخطأ للحرية حيث شعر بأن هناك محاولات خبيثة وأيديا خفية تحاول أن تستفيد من هذه (المشروطية) لخدمة أغراض مناهضة للإسلام فكان يقول:«بني وطني لا تسيئوا تفسير الحرية كي لا يذهب من أيديكم لا تصبوا العبودية العفنة في قوالب براقة وتسقونا من علقمها، إن الحرية لا تتحقق ولا تنمو إلا بتطبيق أحكام الشريعة ومراعاة آدابها».

## سعيد الجديد
سعيد الجديد (بالتركية: Yeni Said). في هذه المرحلة الثانية من حياته نرى أن سعيد الجديد قد طلّق الحياة السياسية تحت شعاره المعروف (أعوذ بالله من الشيطان والسياسية)، وأخذ على عاتقه مسألة (إنقاذ الإيمان)، في تركيا وذلك بعد أن أيقن استحالة خدمة الإسلام بالدخول في معترك السياسة ودهاليزها وصراعاتها العقيمة خاصة بعد أن أغلقت المدارس الدينية والجوامع والمساجد. فصرف اهتمامه إلى النواحي الإيمانية والقضايا الاعتقادية ففّوت على أعداء الإسلام كل فرصة أو حجة للوقوف أمام نشاطه وبالرغم من أنه قُدِّم إلى المحاكم ست مرات فإن هذه المحاكم لم تكن تجد أي دليل ملموس على أنه يقوم بشيء مخالف للنظام أو الأمن فهذه المحاكم لم تكن تجد دليلا قانونيا واحدا ضده فضلا عن ذلك فإنه أيقن بثاقب بصره أنه ما لم ينشئ جيلا مؤمنا بالله ورسوله حتى أعماق قلبه ووجدانه فإن كل ما سيكون عبثا لا جدوى منه.

### مشروعه
يقول جمال الدين فالح الكيلاني: «كرس النورسي حياته بعد تحوله الحاسم إلى» سعيد الجديد«للقيام بمشروعٍ سماه» إنقاذ الإيمان وخدمة القرآن «. يقوم المشروع على تحويل إيمان الناس من مجرد إيمان تقليدي موروث إلى إيمان تحقيقي مشهود، كما يقوم مشروعه في شقه الآخر على تبيان» حقائق«القرآن للناس وأبرزها التوحيد والنبوة والحشر».

## وفاته
توفي سعيد النورسي في الخامس والعشرين من رمضان المبارك سنة 1379 هـ الموافق 23 مارس 1960م، وتم دفن رفاته في مدينة أورفة. ولكن السلطات العسكرية الحاكمة لتركيا لم تدعه في قبره إذ قاموا بعد أربعة أشهر من وفاته بهدم القبر ونقل رفاته بالطائرة إلى جهة مجهولة وبعد أن أعلنوا منع التجول في مدينة أورفة. فأصبح قبره مجهولا حتى الآن لا يعرفه الناس.

## الانتقادات
هنالك بعض الإنتقادات الموجهة لجماعة رسائل النور من قبل علماء المسلمين من أهل السنة والجماعة وهي:
- أن جماعة رسائل النور لم تُعن بنشر العقيدة والتوحيد، بين أتباعها، وبين عوام المسلمين ممن يحتاجون إلى تصحيح عقائدهم قبل شغلهم بأمور أخرى. بل تبنت عقيدة " الماتريدية " التي كانت تُدعم من قبل الدولة.
- إن تخلي هذه الجماعة عن السياسة واتخاذ سعيد النورسي شعار " أعوذ بالله من الشيطان والسياسة " وذلك منذ عام 1921م، قد ترك أثراً سلبيّاً على أتباعها إذ وقع بعضهم فريسة لأحزاب علمانية.
- يؤخذ على الشيخ سعيد النورسي تخليه عن مساندة ثورة الشيخ سعيد الكردي ضد مصطفى كمال أتاتورك سنة 1925م، وقد حدثت معارك رهيبة بينه وبين جماعة كمال اتاتورك في منطقة " ديار بكر " سقط فيها آلاف من المسلمين. ويأتي هذا الموقف انطلاقًا من فكر سعيد النورسي في وجوب جهاد النفس أولاً، ثم الدعوة إلى تنوير الأفكار، وقد نادت الجماعة بإصلاح القلوب وعدم الدخول في معارك داخلية مع المخالفين المسلمين سواء كانوا حكاماً، أو محكومين، والتزام طريق الدعوة السلمية، والتطور التدريجي، ولا يلجأ إلى الجهاد المسلح إلا ضد العدو الخارجي من الكفار، والزنادقة.
- لا ينصح علماء أهل السُنة بقراءة كتب رسائل النور، إلا للمتخصص وطالب العلم المميز؛ وذلك بسبب ما تتبناه من اعتقاد مخالف لأهل السنَّة والجماعة؛ ورغم ذلك فإنهم يرون أن الشيخ سعيد النورسي قد بذل جهداً في نصرة الدين الإسلامي، لكنهم رغم ذلك لا يرون صحة ما كان عليه، وجاء عن بعض علماء أهل السنة عن الشيخ سعيد النورسي: "وجهود شيخهم في نصرة الإسلام مشكورة، ونسأل الله أن يثيبه عليها، لكن هذا لا يجعلنا نزكي اعتقاده المخالف، ولا نزكي من بعده ممن هو على من جماعته، وقد افترق أتباعه كثيراً، ولا يمكن جمعهم في سياق واحد، وإنما يكون الحكم على كل واحد منهم أو طائفة بحسب ما يُظهر من اعتقاد، أو منهج".

## من مؤلفاته
- رسائل النور. (اقرأ من الموقع)
- المثنوي العربي النوري.
- إشارات الإعجاز في مظان الإيجاز.
- الكلمات.
- اللمعات.
- الشعاعات.
- المكتوبات.
- المحاكمات.
- سيرة ذاتية.
- قطوف من أزاهير النور.(من كليات رسائل النور).[1]
- الآية الكبرى.
- الملاحق.
- صيقل الإسلام.
- ومؤلفات عديدة أخرى...